# Akraba (Aleppo)
Akraba (arab. عقربة) – miejscowość w Syrii, w muhafazie Aleppo. W 2004 roku liczyła 2261 mieszkańców.